# Tadeusz Dmoszyński

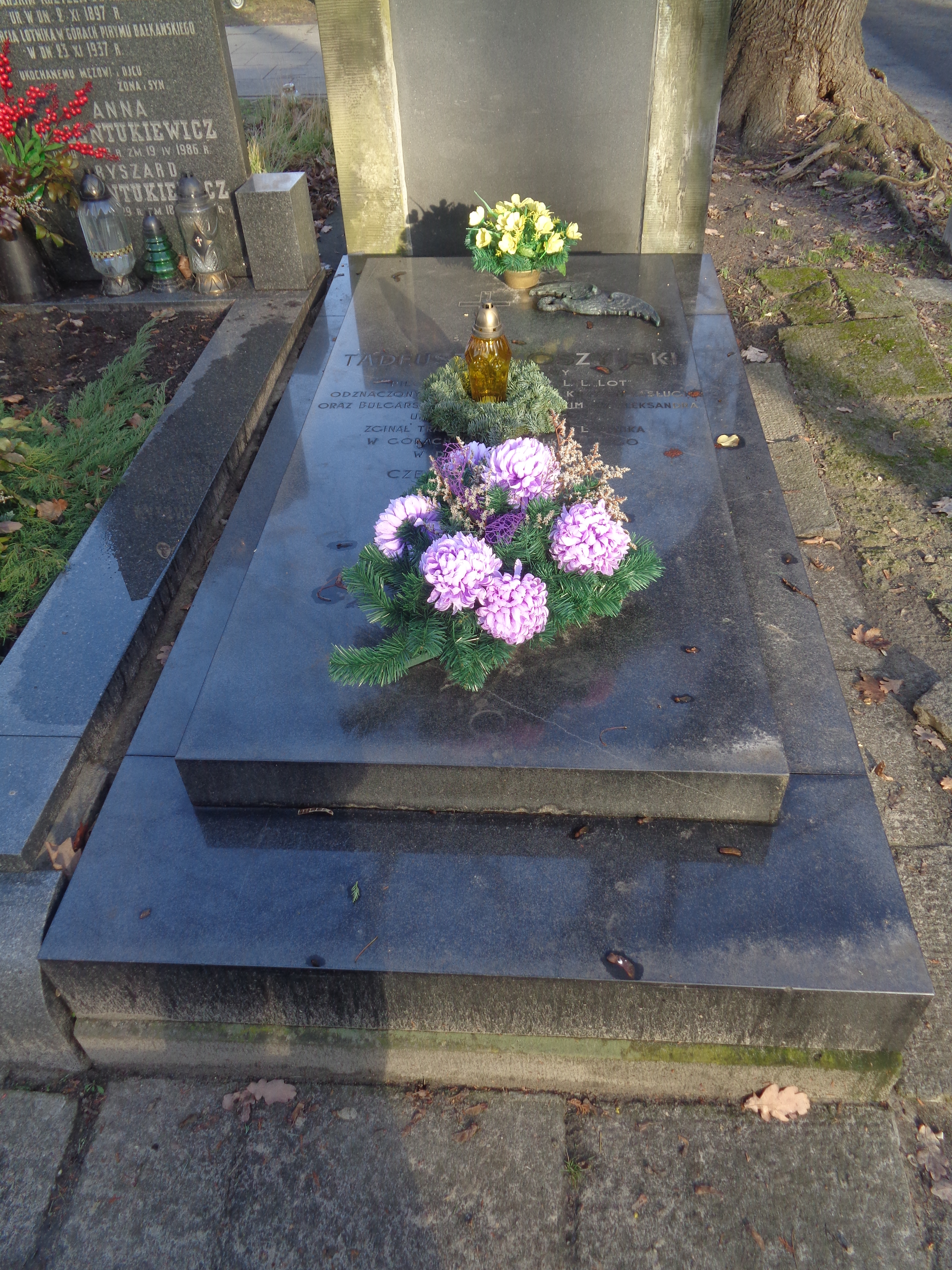
Grób Tadeusza Dmoszyńskiego na Cmentarzu Wojskowym na Powązkach

Tadeusz Dmoszyński (ur. 10 kwietnia 1903 w Kamieńskiem, zm. 23 listopada 1937 na zboczu góry Mozgowicki Rit w górach Piryn) – polski pilot wojskowy i cywilny.

## Życiorys
Ukończył gimnazjum oraz Szkołę Wawelberga i Rotwanda w Warszawie. Po odzyskaniu przez Polskę niepodległości został przyjęty do Wojska Polskiego. Został awansowany do stopnia podporucznika lotnictwa. W czasie zamachu majowego w 1926 jako pilot transportował z Warszawy do Lwowa pocztę o charakterze specjalnym przeznaczoną dla gen. Władysława Sikorskiego. Po przeniesieniu do rezerwy od 1 stycznia 1929 był zatrudniony jako pilot cywilny w Polskich Liniach Lotniczych „LOT”. W 1930 jako oficer rezerwy przydzielony do 63 eskadry towarzyszącej (garnizon Lwów) odbywał ćwiczenia w tej jednostce. Wówczas 10 lipca 1930 na trasie ze Lwowa do Nowego Targu pilotował maszynę Lublin R.Xa, która uległa wypadkowi pod Frydmanem. Odniósł szereg obrażeń i był leczony w nowotarskim szpitalu. Po rekonwalescencji powrócił do pracy jako pilot w PLL „LOT”.
23 listopada 1937 poniósł śmierć w katastrofie lotniczej koło wsi Mozalowski Rit w górach Piryn na obszarze Bułgarii pilotując samolot Douglas DC-2-115D o numerze SP-ASJ. Samolot wykonywał lot z Salonik do Sofii na dłuższej trasie Ateny–Bukareszt. Po zaginięciu samolotu trwały jego poszukiwania. Do wskazania miejsca znalezienia szczątków maszyny przyczynił się inż. Stefan Ossowiecki. W sobotę 27 listopada 1937 ok. godz. 20 szczątki samolotu rozbitego na skałach górskich zostały odnalezione w pobliżu miejscowości Mozalowski Rit na wysokości 2600 m n.p.m. W wypadku zginęli również mechanik pokładowy PLL „LOT” Ryszard Walentukiewicz i radiooperator PLL „LOT” Marian Winnik, którzy zostali pośmiertnie odznaczeni Srebrnym Krzyżem Zasługi, a także trzech pasażerów. Zwłoki ofiar katastrofy były transportowane do Polski od 9 grudnia 1937. Tadeusz Dmoszyński został pochowany na Cmentarzu Wojskowym na Powązkach w Warszawie 14 grudnia 1937 (kwatera 16C-2-1).
Jako pilot przeleciał ok. 950 tys. km. Był jednym z najbardziej doświadczonych pilotów tego przewoźnika i uważano go za jednego z najlepszych polskich pilotów. Od 1936 był żonaty.
W grudniu 1937 polska komisja techniczna wysłana na miejsce katastrofy stwierdziła, że przyczyną katastrofy było obmarznięcie samolotu po wejściu w strefę burzy na wysokości ok. 3300 m. w odległości ok. 20 km na płn.-zach. od miasta Petricz; samolot uderzył lewym skrzydłem w szczyt góry Mozgowicki Rit.

## Ordery i odznaczenia
- Złoty Krzyż Zasługi (pośmiertnie, 1937)[16]
- Srebrny Krzyż Zasługi (27 kwietnia 1934)[17]
- Polowa Odznaka Pilota
- Krzyż Kawalerski Orderu Świętego Aleksandra (Bułgaria, pośmiertnie, 1937)